# M&S Bank Arena
Liverpool Arena, conocido por patrocinio como M&S Bank Arena (y anteriomente denominado Echo Arena), es un estadio situado en la ciudad de Liverpool (Inglaterra) e inaugurado el 25 de enero de 2008.
El edificio fue diseñado por Wilkinson Eyre y Buro Happold, consta de dos elementos principales a ambos lados de una entrada central: un escenario y un centro de convenciones. El arena tiene 7.513 puestos permanentes alrederdor de tres lados de la pista central, adecuado para acontecimientos deportivos. La capacidad de total para conciertos es de 10.600  incluido el piso. El centro de convenciones tiene una sala multiuso de 3.725 metros cuadrados en la planta baja, un auditorio con una capacidad de 1350 y más salas en los pisos superiores. Puede ser utilizada la sala de exposiciones en conjunto con el arena, dando un espacio total de más de 7000 metros cuadrados de exposición.
El complejo (arena y el centro de convención ) es capaz de albergar toda tipo de eventos, incluyendo conciertos de música, convenciones, eventos deportivos, entretenimiento para niños y más. 
El 31 de octubre de 2007 se anunció que Liverpool sería la ciudad anfitriona de los MTV Europe Music Awards 2008, y que el Echo Arena sería el elegido en noviembre de 2008.
El 4 de enero de 2008, el primer evento del arena fue el Liverpool 08 Ambassadors, este evento permitió al arena obtener su certificado de seguridad. El Echo Arena se inauguró oficialmente el 12 de enero de 2008 con 'Liverpool - The Musical', en donde estaba Ringo Starr.
El 11 de abril de 2008, la WWE presentó WrestleMania de RAW. Esa fue la primera vez que la WWE se presentaba en la ciudad de Liverpool.
El 22 de mayo de 2008, The Arena & Convention Centre fue inaugurado oficialmente por la reina Isabel II y el duque de Edimbrugo durante su visita a Liverpool.
En agosto de 2008 fue anunciado que la banda de rock Oasis comenzaría gira mundial en el Echo Arena en Liverpool.
El 7 de octubre de 2022 fue elegido sede del Festival de la Canción de Eurovisión 2023 que se celebrará los días 9, 11 y 13 de mayo de 2023.